# 우델나야역
우델나야역(러시아어: Удельная)은 러시아 상트페테르부르크 시에 있는 상트페테르부르크 지하철 모스콥스코 페트로그라츠카야 선의 역이다. 1982년 11월 4일에 개통되었다.

## 개요
우델나야 역은 건축가 V.N.Driedrina의 프로젝트에 따라 설계되었으며, 일렉츠와 에노타옙스카야 거리 사이에 위치해 있고, 교외 철도 우델나야 역 근처에 있다. 2016년에 로비의 조명이 LED로 바뀌면서 원래 구조물인 샹들리에가 해체되었다.